# 平ヶ岳 (群馬県・新潟県)
平ヶ岳（ひらがたけ）は、新潟県魚沼市と群馬県みなかみ町の境界にある標高2,141mの山。日本百名山のひとつ。
山頂の北東約0.2kmに二等三角点「平岳」（標高2,139.6m）が設置されている。新潟県側の山域は越後三山只見国定公園に属する。

## 地勢と植生
新潟県側は阿賀野川の支流只見川の流域、群馬県側は利根川の源流地帯で、日本の中央分水嶺となっている。山頂の南側は傾斜が急であるが、北側は平坦面となっており、ここに池塘が発達し高層湿原ないし雪田草原が形成されている。この湿地は「利根川源流山稜高層湿原群(平ケ岳～巻機山～朝日岳)」として日本の重要湿地500に選定されている。これによると、湿地タイプは「高層湿原、雪田草原」、選定理由は「ミヤマミズゴケ、イボミズゴケなどで特徴づけられる高層湿原、エゾホソイ群落などの小池塘の植生およびイワイチョウ、ハクサンコザクラなどの生育する雪田草原が発達している」とされている。
山頂付近の池塘付近の草原の植生は、主にミツバノバイカオウレンやオノエラン、チングルマなどの草本植物となっている。池塘周囲には種子植物のモウセンゴケが繁茂し、湿原の大きな特徴であるミズゴケ類の繁茂は見られない。泥炭層は約20cmと薄く、湿地としては発展途上の中層湿原ないし湿原ではない原野や単なる湿地の特徴が強く見られている。

## 登山
この山の登山道は、魚沼市鷹ノ巣地区の国道352号上に登山口（北緯37度2分12.6秒 東経139度15分10.4秒）があり、そこから下台倉山～台倉山～池ノ岳を経て平ヶ岳山頂に至るのが正規ルートである。行程が長い上に山中に山小屋はなく、キャンプも禁止されているため、健脚者向けの山である。よって、登山口を早朝に出発する必要がある。この他にショートカットとして中ノ岐林道からの登山道があるが、林道は入会地のため一般車両の乗り入れが禁止されており、登山開始点（林道の終点、北緯37度1分19.9秒 東経139度9分13.9秒）までの交通の便が悪い。なお、銀山平の民宿に宿泊すると、登山口までの送迎車が出る。（民宿によって送迎日が異なるため要確認）1986年10月に浩宮徳仁親王（現天皇）が登った際には、中ノ岐林道から登り、鷹ノ巣登山口へ下りるコースが使われている。山頂はなだらかで池塘があり周辺は草原となっている。山頂付近の池塘保護のため木道が整備されている。
群馬県側からの登山道は存在しない。

## その他
平ヶ岳は利根川源流部自然環境保全地域に含まれる剣ヶ倉山と尾瀬国立公園に含まれる大白沢山を結ぶ稜線上にあるが、2015年現在そのいずれにも含まれない。

## 関連画像

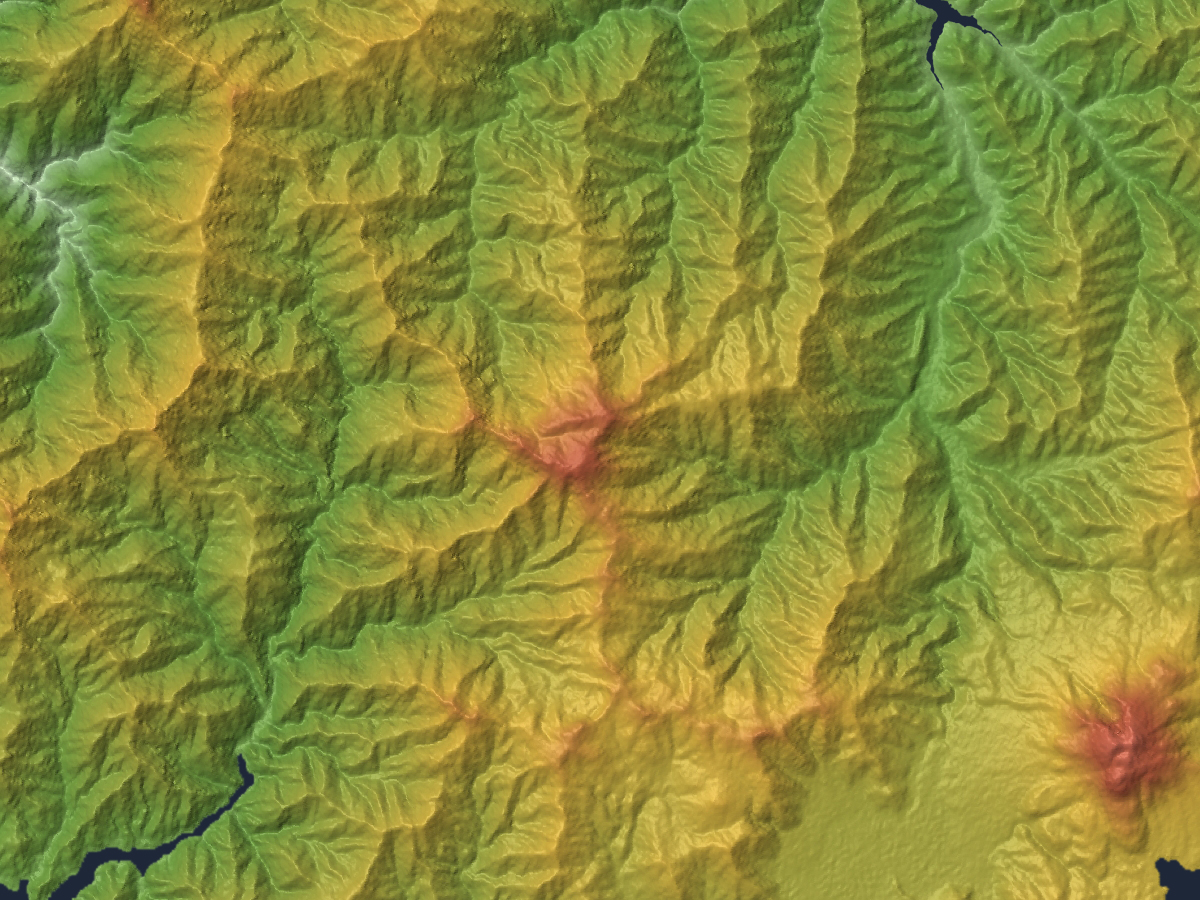
平ヶ岳(中心)周辺の地形図
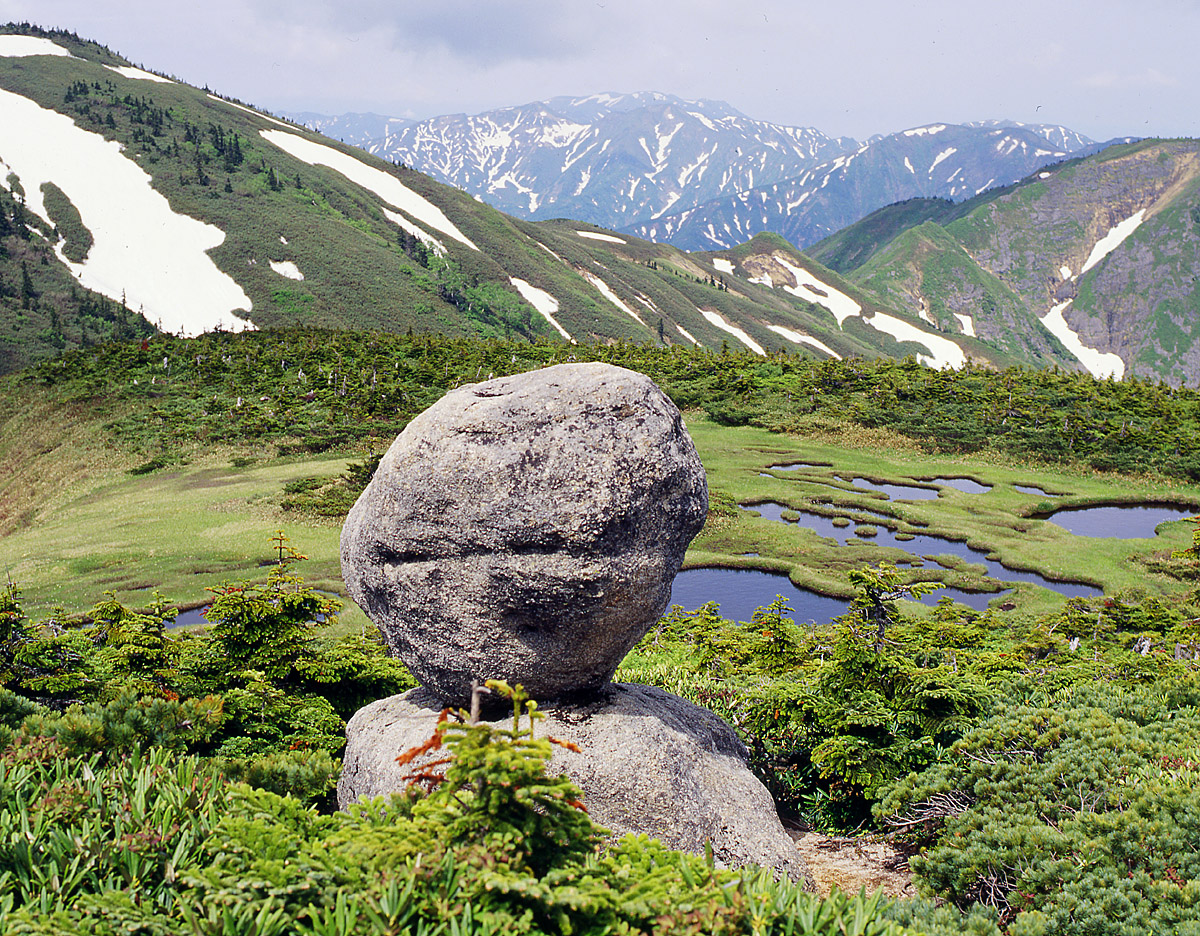
池ノ岳の西稜にある玉子石
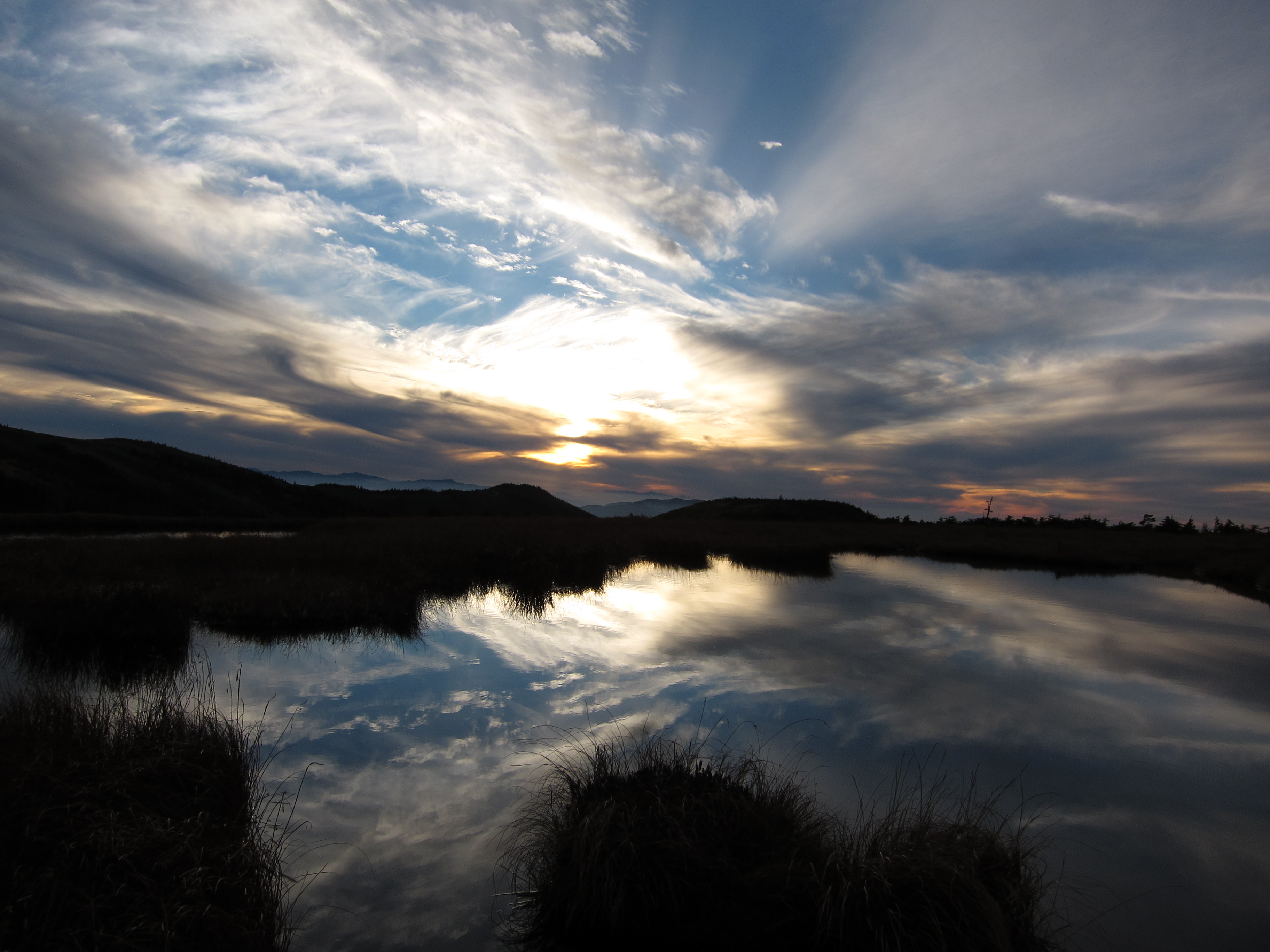
夕暮れの姫ノ池
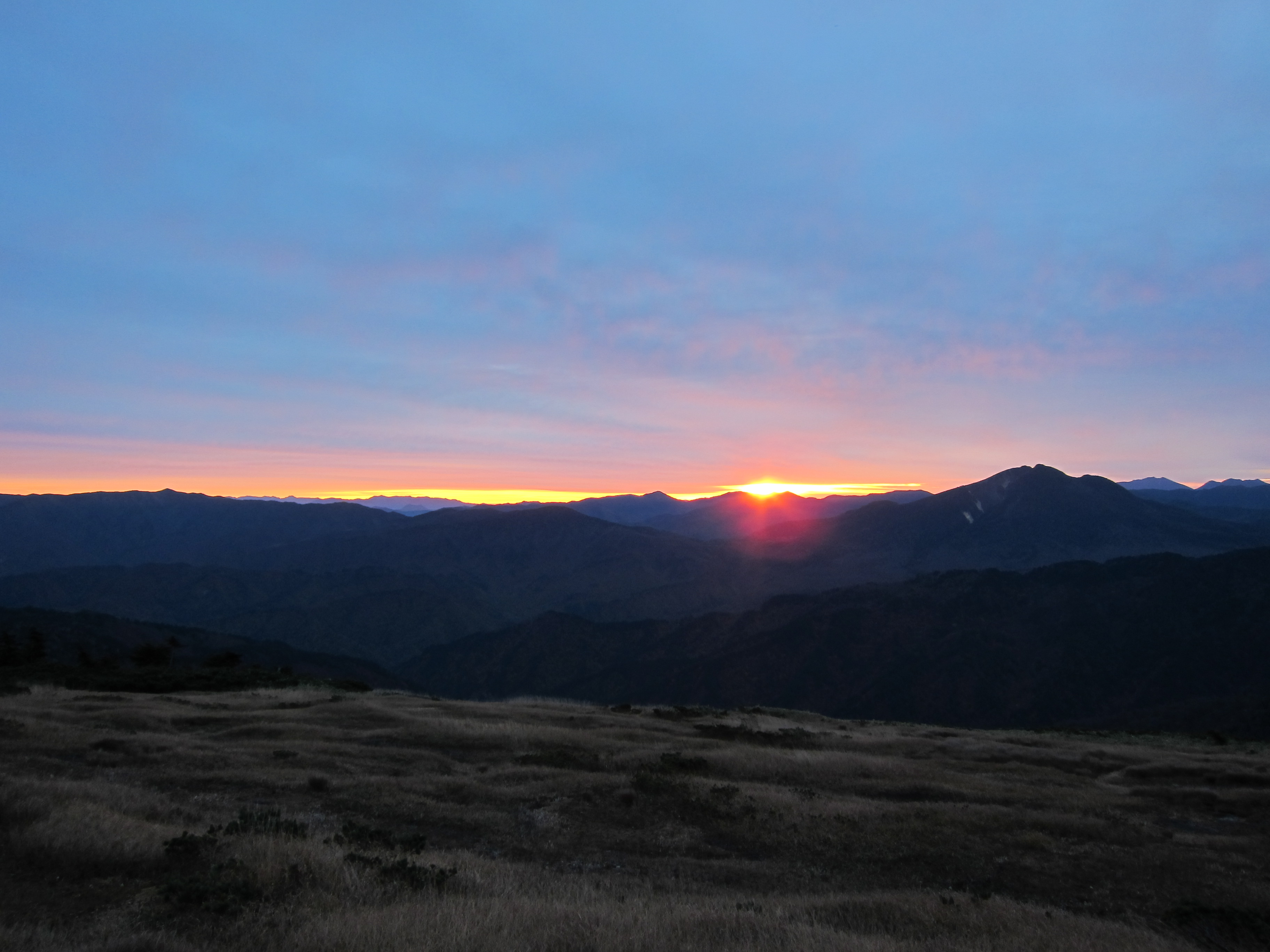
山頂からの眺め

## 周辺の山
- 燧ヶ岳
- 至仏山
- 巻機山